# .invalid
.invalid — загальний домен верхнього рівня. Зарезервований Internet Engineering Task Force (англ. IETF) у RFC 2606 у червні 1999 року. Не призначений для установки як домен верхнього рівня у глобальній системі доменних імен (DNS).
Інші зарезервовані домени: .example, .localhost, .test.
Цей загальний домен верхнього рівня було зарезервовано для зниження ймовірності конфліктів і плутанини. Таким чином це ім'я можна використовувати у документації або для тестування.
Домен верхнього рівня .invalid іноді використовується як ім'я домену в псевдо-уніфікованих ідентифікаторах ресурсу (англ. Uniform Resource Identifier - URI) для інформування про помилку при наборі адреси або для захисту приватного життя. Наприклад, у протоколі встановлення сеансу (англ. Session Initiation Protocol - SIP)
область anonymous.invalid у SIP URI вказує на приховування особистості того, хто дзвонить.